# Tabernacolo delle fonticine
 (novembre 2024).
Le tabernacolo delle fonticine est l'un des plus beaux tabernacoli de Florence. Composé d'un grand retable  en terracotta invetriata, une  céramique vernissée ou émaillée, typique des artistes de l'atelier Della Robbia, et également équipé d'un bassin avec fontaines, il est situé via Nazionale, au coin de via dell'Ariento, à quelques pas du marché de San Lorenzo.

## Histoire
Créé par Girolamo et peut-être Giovanni della Robbia en 1522, cette fontaine doit son nom à la présence de sept têtes d'angelots qui versent de l'eau, par de petits tuyaux qui sortent de leur bouche, créant des vagues dans le bassin de marbre.
Le tabernacolo était à l'origine situé dans la proche Via Santa Caterina d'Alessandria et a été démonté et remonté dans l'alignement de la Via dell'Ariento sur le mur du jardin de l'ancien couvent de Fuligno, vers 1850, à l'occasion des travaux d'agrandissement de cette rue. Certains  textes datent de 1905 le déménagement mais cette date est celle d'une restauration ou recomposition de l'ensemble. C'est ce dont témoigne le Nuova Guida della città di Firenze de 1850 qui la repère précisément « en face de la Via dell'Ariento » en précisant : « À l'extérieur, on trouve deux colonnes corinthiennes en pierre qui supportaient autrefois une voûte en plein cintre s'étendant bien au-delà de l'édifice. Celle-ci, aujourd'hui, n'est plus qu'un vestige. Quant au marbre sculpté qui ornait autrefois la façade, il était divisé en deux parties. Chacune d'elles reposait de part et d'autre du tabernacolo. Ce marbre comportait un dispositif original : huit canaux situés dans la bouche des huit têtes sculptées en bas-relief sur une grande dalle, ont été séparés en deux et placés de chaque côté du tabernacolo ».
De plus amples informations sont données par divers articles publiés dans Arte e Storia entre 1885 et 1886, relatifs à un accident survenu à l'ensemble, réparé en 1886  par Cosimo Conti. Selon les inscriptions gravées à la base, les travaux ont été réalisés en 1522 et commandés par le Reame di Biliemme (ou « Bailamme ») comme l'indique l'inscription à la base : Questo devoto tabernacholo ano fatto fare gluomini del reame di Belieme. Posto in via sancta Catherina. MDXXII. Le Reame di Biliemme était une des plus importantes brigades populaires les Potenze_festeggianti (it), qui organisaient des fête, des concours de joutes à diverses occasions de la ville et qui contribuaient à l'embellissement du leur quartier avec des œuvres d'art, avant d'être dissoutes par le Grand-Duc Cosme II de Médicis en 1629 pour des raisons d'ordre public.
Une restauration du tabernacolo a eu lieu en 1997 et la dernière fin 2016 .

## Description
Le caractère architectural du tabernacolo est mis en évidence par ses dimensions. « La base est constituée d'un bassin en marbre soutenu par trois éléments en forme de pattes de lion. Au-dessus, à partir d'une dalle du même matériau, sept protomes angéliques déversent des jets d'eau dans le bassin (ce qui valut au tabernacolo son nom populaire des « Fonticine »). D'un rebord de fenêtre en pierre s'élèvent deux colonnes soutenues par deux bandes de pilastres derrière elles, toutes équipées de chapiteaux d'ordre composite. Les têtes d'anges sont sculptées sur le dôme au-dessus des chapiteaux.» .
Le tabernacolo est modelé en terre cuite vernissée polychrome, dans le style richement coloré de Giovanni della Robbia et représente au centre une Vierge avec l'Enfant entre les saints Jacques de Zébédée, Laurent de Rome et Jean le Baptiste enfant avec les saintes Barbe d'Héliopolis et Catherine d'Alexandrie dans les niches latérales ; au sommet se trouvent le Père Éternel avec le Saint-Esprit et d'anges adorateurs et parmi des guirlandes de fruits et de feuillages, on peut voir des petites têtes et des figures de saints: saint Sébastien (dans une petite niche à gauche), Antoine le Grand, Dominique de Guzmán, Étienne, un saint évêque (Zénobe ?), saint François d'Assise, Philippe Benizi (cette tête, restaurée en 1886, avait été brisée) et Roch de Montpellier (figure complète dans la niche en bas à droite).

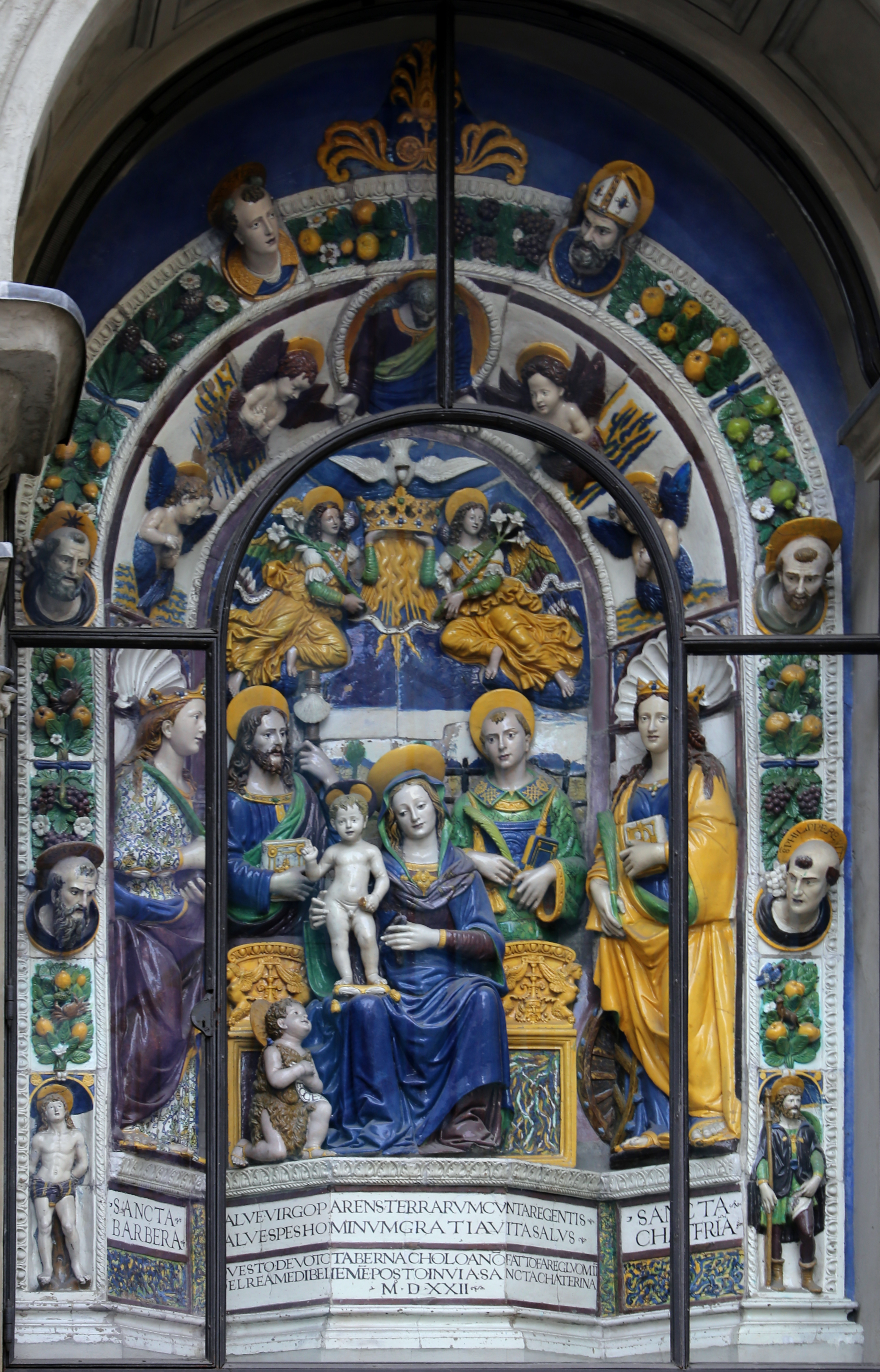
Le retable des Robbia.
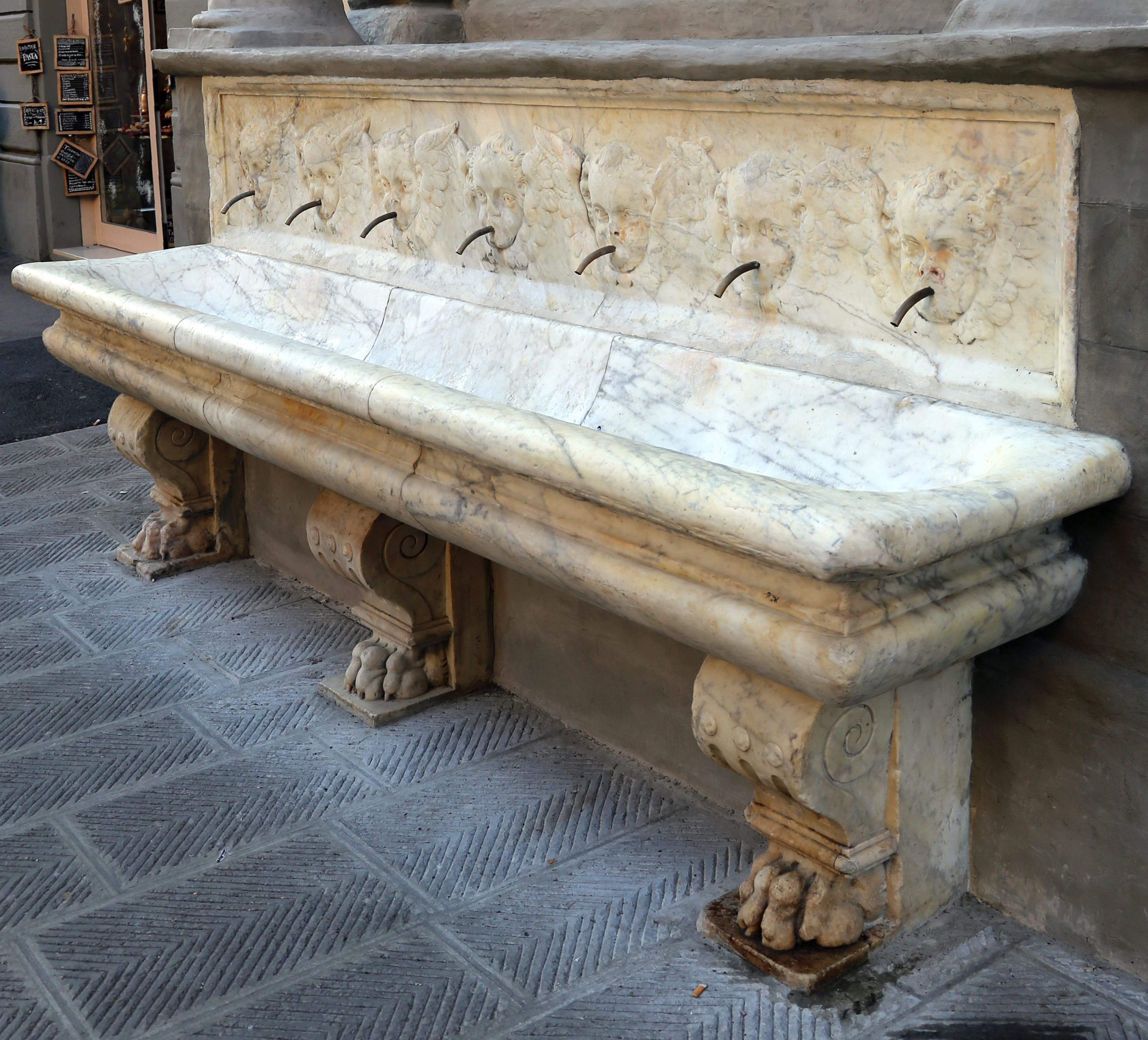
Le bassin.
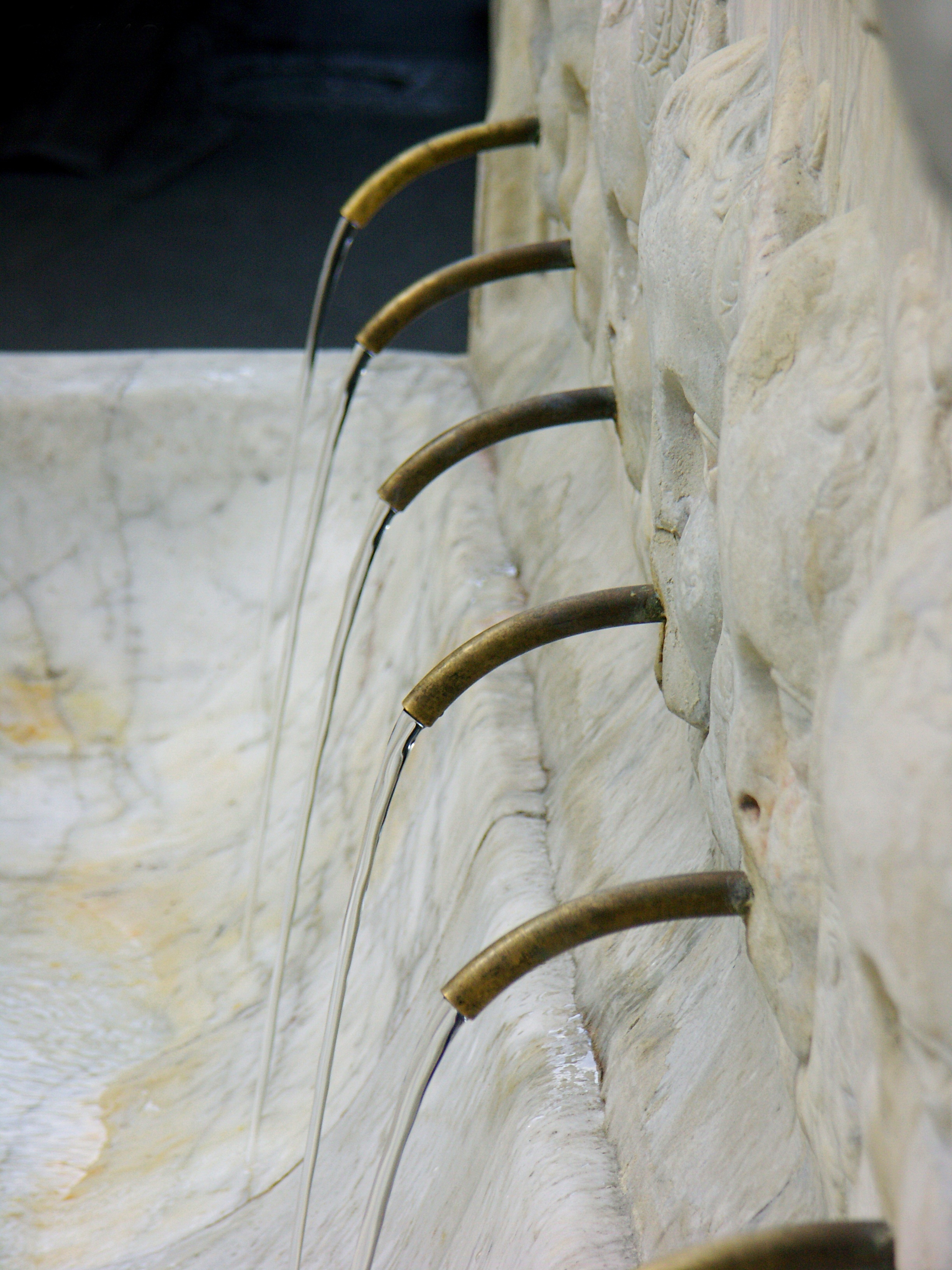
Détails du bassin.